# Підшлунковий сік
Підшлунко́вий сік — безбарвна рідина лужної реакції (pH 8,4) завдяки великому вмісту бікарбонатів. У складі підшлункового соку є багато ферментів: протеолітичних (загального білка соку), ліполітичних, амілолітичних. Трипсоген, хімотрипсин, панкреатопептидазу, калікреїн залоза синтезу вигляді зимогенів, тобто неактивних ферментів. Деяка частина молекул трипсиногену активується ферментом дуодену ентерокіназою, а решта трипсиногену та всі інші неактивні протеолітичні зимогени активуються трипсином.

## Загальний огляд

### Склад рідини
Безбарвна прозора рідина лужної реакції. До її складу входять ферменти, що розщеплюють білки: трипсин, хімотрипсин, карбоксипептидаза; ліпаза, що розщеплюює жири; амілаза, лактаза та деякі вуглеводи. До складу панкреатичного соку входять також деякі білки (в основному глобуліни), креатинін, сечовина, сечова кислота, деякі мікроелементи та інше.

### Регуляція вироблення
Вироблення панкреатичного соку регулюється гуморально і нервово за участі секретину і секреторних волокон блукаючого і симпатичного нервів. Фізіологічні стимулятори відділення панкреатичного соку — соляна та деякі інші кислоти, жовч, їжа.

### Хвороби, пов'язані з виробленням панкреатичного соку
Надлишкове виділення панкреатичного соку спричиняє панкреатит. Недостатня кількість викликає надмірний апетит і, як наслідок, переїдання. Незважаючи на те, що людина багато їсть, вона не набирає вагу, адже речовини засвоюються не повністю.